# Чубра
Чубра је насеље у Србији у општини Неготин у Борском округу. Према попису из 2022. у насељу је било 212 становника (према попису из 2011. било је 413 становника, према попису из 2002. било је 557 становника а према попису из 1991. било је 803 становника).

## Природне одлике села
Чубра је сточарско, ратарско и виноградарско насеље смештено у источном делу Србије у Неготинској крајини. Налази се југозападно од центра општине Неготин, на удаљености од 7 км, између Мокрања и Речке са југоистока, Брестовца са запада, Карбулова са северозапада и Неготина са североистока.
Географске координате Чубре су 44° 11' 20 северне географске ширине и 22° 27' 55 источне географске дужине. Од екватора је удаљена 4.899 км и налази се 173 м изнад нивоа мора.

## Историја
Чубра се помиње још у 16. веку, а становништво чине досељеници косовско-метохијске струје, динарске, тимочко-браничевске, шопске, моравско-вардарске, Власи, повратници и унутрашњи.
На картама са почетка 18. века (Лангерова и Темишварски Банат) забележена је Tzubra, Schubra. Године 1723. имала је 44 „хлебова”, 1811. забележено је насеље Чубра са 138 кућа.
Чубра је збијено насеље подељено на Доњи и Горњи крај.
Пред Други светски рат свака од породица имала је куће у селу у којима су живели зими, као и куће на торовима у којима су живели остатак године док су обрађивали земљу или чували стоку.
Чубра има основну школу саграђену 1878. године, која се са радом почела 1880. Школа је четвороразредна, а од 1982. припојена је Основној школи „Бранко Радичевић” у Неготину.
Црква у Чубри посвећена је Сошествију светог Духа а изграђена је 1912. године. Црквена слава су Света Тројица, што је и заветина села.
Дом културе у Чубри изграђен је 1950. године. У овом селу са успехом ради и КУД "Младост", као и Фудбалски клуб Чубра.

## Демографија
Према последњем попису из 2022. године у Чубри је живело 212 становника што је за 201 мање у односу на 2011. када је на попису било 413 становника. У насељу живи 197 пунолетних становника, а просечна старост становништва износи 58,58 година (58,57 код мушкараца и 58,59 код жена).
Према подацима пописа из 2022. у насељу има 98 домаћинства, а просечан број чланова по домаћинству је 2,16 а према истом попису у насељу има 294 стамбених јединица од којих је 102 насељених.
Ово насеље је великим делом насељено Србима (према попису из 2002. године), а у последња три пописа, примећен је пад у броју становника.
|  |

| Демографија | Демографија | Демографија |
| Година      | Становника  | Становника  |
| ----------- | ----------- | ----------- |
| 1948.       | 1.263       |             |
| 1953.       | 1.296       |             |
| 1961.       | 1.331       |             |
| 1971.       | 1.167       |             |
| 1981.       | 997         |             |
| 1991.       | 803         | 759         |
| 2002.       | 557         | 639         |
| 2011.       | 413         |             |
| 2022.       | 212         |             |

| Етнички састав према попису из 2002.‍ | Етнички састав према попису из 2002.‍ | Етнички састав према попису из 2002.‍ | Етнички састав према попису из 2002.‍ | Етнички састав према попису из 2002.‍ |
| ------------------------------------ | ------------------------------------ | ------------------------------------ | ------------------------------------ | ------------------------------------ |
|                                      |                                      |                                      |                                      |                                      |
| Срби                                 | Срби                                 |                                      | 544                                  | 97,66%                               |
| Југословени                          | Југословени                          |                                      | 3                                    | 0,53%                                |
| Румуни                               | Румуни                               |                                      | 2                                    | 0,35%                                |
| непознато                            | непознато                            |                                      | 8                                    | 1,43%                                |

| Година пописа     | 1948. | 1953. | 1961. | 1971. | 1981. | 1991. | 2002. |
| ----------------- | ----- | ----- | ----- | ----- | ----- | ----- | ----- |
| Број домаћинстава | 311   | 306   | 313   | 301   | 278   | 239   | 194   |

| Број чланова      | 1  | 2  | 3  | 4  | 5  | 6  | 7 | 8 | 9 | 10 и више | Просек |
| ----------------- | -- | -- | -- | -- | -- | -- | - | - | - | --------- | ------ |
| Број домаћинстава | 45 | 61 | 25 | 29 | 15 | 12 | 4 | 3 | 0 | 0         | 2,87   |

| Пол    | Укупно | Неожењен/Неудата | Ожењен/Удата | Удовац/Удовица | Разведен/Разведена | Непознато |
| ------ | ------ | ---------------- | ------------ | -------------- | ------------------ | --------- |
| Мушки  | 248    | 41               | 174          | 18             | 15                 | 0         |
| Женски | 263    | 19               | 170          | 63             | 11                 | 0         |
| УКУПНО | 511    | 60               | 344          | 81             | 26                 | 0         |

| Пол    | Укупно                    | Пољопривреда, лов и шумарство | Рибарство                            | Вађење руде и камена | Прерађивачка индустрија       |
| ------ | ------------------------- | ----------------------------- | ------------------------------------ | -------------------- | ----------------------------- |
| Мушки  | 114                       | 58                            | 0                                    | 1                    | 24                            |
| Женски | 83                        | 56                            | 0                                    | 0                    | 6                             |
| УКУПНО | 197                       | 114                           | 0                                    | 1                    | 30                            |
| Пол    | Производња и снабдевање   | Грађевинарство                | Трговина                             | Хотели и ресторани   | Саобраћај, складиштење и везе |
| Мушки  | 2                         | 2                             | 7                                    | 1                    | 11                            |
| Женски | 0                         | 0                             | 4                                    | 1                    | 6                             |
| УКУПНО | 2                         | 2                             | 11                                   | 2                    | 17                            |
| Пол    | Финансијско посредовање   | Некретнине                    | Државна управа и одбрана             | Образовање           | Здравствени и социјални рад   |
| Мушки  | 1                         | 1                             | 2                                    | 0                    | 0                             |
| Женски | 0                         | 1                             | 1                                    | 3                    | 3                             |
| УКУПНО | 1                         | 2                             | 3                                    | 3                    | 3                             |
| Пол    | Остале услужне активности | Приватна домаћинства          | Екстериторијалне организације и тела | Непознато            | Непознато                     |
| Мушки  | 2                         | 0                             | 0                                    | 2                    | 2                             |
| Женски | 1                         | 0                             | 0                                    | 1                    | 1                             |
| УКУПНО | 3                         | 0                             | 0                                    | 3                    | 3                             |